# Bruno Ecuele Manga
Bruno Ecuele Manga (ur. 16 lipca 1988 w Libreville) – gaboński piłkarz grający na pozycji środkowego obrońcy. Od 2014 roku zawodnik Cardiff City.

## Kariera klubowa
Karierę piłkarską Ecuele Manga rozpoczął w klubie FC 105 Libreville, pochodzącego z jego rodzinnego miasta Libreville. W 2006 roku zadebiutował w jego barwach w pierwszej lidze gabońskiej. Zawodnikiem FC 105 Libreville był przez rok.
W 2007 roku Ecuele Manga przeszedł do francuskiego Girondins Bordeaux. Cały 2007 rok spędził w rezerwach tego klubu grając w czwartej lidze francuskiej. W 2008 roku odszedł do trzecioligowego Rodez AF, a po pół roku gry w tym klubie trafił do drugoligowego Angers SCO, gdzie stał się podstawowym zawodnikiem. W Angers zadebiutował 8 sierpnia 2008 w zremisowanym 0:0 wyjazdowym meczu z Bastią.
W latach 2010–2014 Ecuele Manga grał w FC Lorient. Latem 2014 przeszedł do Cardiff City.
| Sezon   | Klub         | Kraj    | Rozgrywki      | Mecze | Bramki | Rozgrywki Europy | Mecze | Bramki |
| ------- | ------------ | ------- | -------------- | ----- | ------ | ---------------- | ----- | ------ |
| 2006    | Libreville   | Gabon   | Division 1     | ?     | ?      | –                | –     | –      |
| 2006/07 | Libreville   | Gabon   | Division 1     | ?     | ?      | –                | –     | –      |
| 2006/07 | Bordeaux B   | Francja | CFA            | 26    | 0      | –                | –     | –      |
| 2007/08 | Bordeaux B   | Francja | CFA            | 14    | 0      | –                | –     | –      |
| 2007/08 | Rodez        | Francja | National       | 15    | 0      | –                | –     | –      |
| 2008/09 | Angers       | Francja | Ligue 2        | 30    | 2      | –                | –     | –      |
| 2009/10 | Angers       | Francja | Ligue 2        | 28    | 3      | –                | –     | –      |
| 2010/11 | FC Lorient   | Francja | Ligue 1        | 31    | 1      | –                | –     | –      |
| 2011/12 | FC Lorient   | Francja | Ligue 1        | 32    | 2      | –                | –     | –      |
| 2012/13 | FC Lorient   | Francja | Ligue 1        | 17    | 0      | –                | –     | –      |
| 2013/14 | FC Lorient   | Francja | Ligue 1        | 35    | 1      | –                | –     | –      |
| 2014/15 | FC Lorient   | Francja | Ligue 1        | 3     | 0      | –                | –     | –      |
| 2014/15 | Cardiff City | Anglia  | Championship   | 29    | 3      | –                | –     | –      |
| 2015/16 | Cardiff City | Anglia  | Championship   | 24    | 2      | –                | –     | –      |
| 2016/17 | Cardiff City | Anglia  | Championship   | 21    | 0      | –                | –     | –      |
| 2017/18 | Cardiff City | Anglia  | Championship   | 38    | 0      | –                | –     | –      |
| 2018/19 | Cardiff City | Anglia  | Premier League | 36    | 0      | –                | –     | –      |

Stan na: 14 maja 2019

## Kariera reprezentacyjna
W reprezentacji Gabonu Ecuele Manga zadebiutował w 2006 roku. W 2010 roku został powołany przez selekcjonera Alaina Giresse’a do kadry na Puchar Narodów Afryki 2010. Strzelił decydującą bramkę (z rzutu wolnego) w meczu z reprezentacją Maroko w Pucharu Narodów Afryki 2012.